# Sindrome di Kawasaki
La sindrome di Kawasaki o sindrome linfonodale muco-cutanea è una vasculite infantile delle arterie di media e piccola dimensione che colpisce soprattutto le arterie coronarie. È una malattia autoimmune caratterizzata da febbre prolungata, esantema, congiuntivite, mucosite, linfoadenopatia cervicale e poliartrite di gravità variabile. Se non diagnosticata in tempo può portare all'infarto del miocardio. La sindrome prende il nome dal pediatra giapponese Tomisaku Kawasaki.

## Epidemiologia
La sindrome di Kawasaki è una patologia che colpisce prevalentemente i bambini d'età inferiore ai 5 anni con un picco al secondo anno. È diffusa in tutto il mondo con andamento endemico e riaccensioni ogni 2-3 anni e picco in inverno e in primavera. È la seconda vasculite più frequente nel bambino dopo la porpora di Schönlein-Henoch. In Italia la sindrome di Kawasaki colpisce 14 bambini ogni centomila e non è noto se sia sempre esistita o se abbia origini più recenti. La sindrome di Kawasaki si presenta con sintomi aspecifici e molto comuni nelle malattie pediatriche e proprio per questo motivo risulta subdola e difficile da diagnosticare. Il pediatra deve sapere eseguire una diagnosi precoce e soprattutto nel più breve tempo possibile.

## Cause
Si suppone una eziologia tossinfettiva e immunomediata che coinvolga superantigeni streptococcici e stafilococcici con successiva attivazione linfocitaria. Spesso la sindrome di Kawasaki esordisce dopo patologie virali non gravi.

## Sintomi
- Febbre molto elevata (40-41 °C) resistente al trattamento antibiotico e ai farmaci antipiretici, della durata di più di cinque giorni.
- Congiuntivite bilaterale senza secrezione purulenta.
- Manifestazioni a carico delle labbra, che si presentano caratteristicamente secche e arrossate, e della mucosa orale, con lingua di color fragola o addirittura violacea.
- Manifestazioni a carico delle estremità con edema dei piedi e/o delle mani cui fa seguito, durante la seconda settimana di malattia, una caratteristica desquamazione lamellare delle dita delle mani e dei piedi, a partenza dalla regione intorno alle unghie.
- Ingrossamento dei linfonodi del collo, che appaiono di diametro superiore al centimetro e mezzo, di consistenza dura, lievemente dolenti alla palpazione.
- Rossori cutanei che possono avere caratteristiche diverse (simili a quelle dell'esantema di morbillo o scarlattina, o dell'orticaria), con distribuzione sul tronco, sugli arti e nella zona addominale e inguinale.

## Clinica

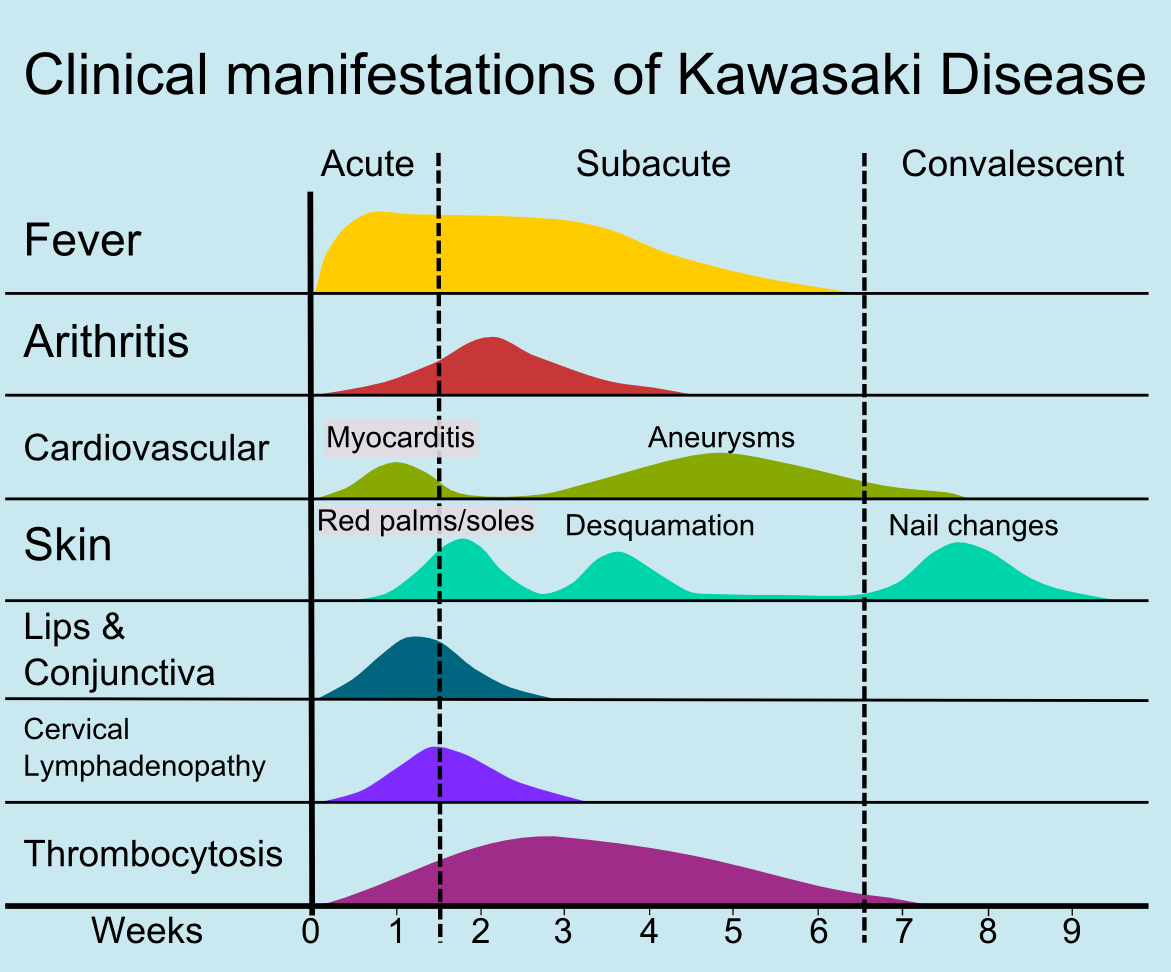
Manifestazioni cliniche della sindrome

La clinica è caratterizzata da tre fasi principali di malattia:
- Fase acuta febbrile (7-14 giorni)
Può durare fino a 3-4 settimane nei casi non trattati ed è caratterizzata da febbre elevata, aspetto sofferente, settico, anoressia, irritabilità, una presentazione atipica comprende il versamento pleurico. Dopo 8-10 giorni dall'inizio della febbre compare un rash polimorfo maculopapuloso morbilliforme o scarlattiniforme pruriginoso ed esteso a tutto il corpo. Segue iperemia congiuntivale non essudativa, lesioni della mucosa orale (lesioni crostose, lingua a fragola, eritema), cheiliti, presenza di linfonodi cervicali palpabili o dolenti, edema duro al dorso delle mani e dei piedi, tumefazioni fusiformi delle dita, eritema palmare e plantare rosso porpora.
- Fase subacuta (2-4 settimane)
Caratterizzata da desquamazione a larghe lamelle e talvolta, da piastrinosi.
- Fase convalescenziale (3 mesi)
Risoluzione della malattia con scomparsa dei segni clinici, normalizzazione della VES e presenza dei solchi ungueali trasversi caratteristici (linee di Beau).

Non essendo disponibili test di laboratorio specifici, la sindrome di Kawasaki viene diagnosticata in base ai criteri clinici e, se presenti, all'osservazione degli aneurismi coronarici mediante ecocardiografia o angiografia coronarica.

## Complicanze

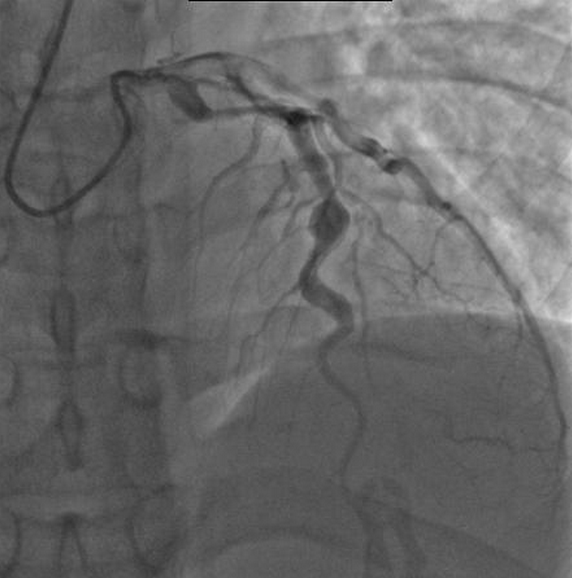
Coronarografia che mostra un aneurisma del ramo discendente anteriore dell'arteria coronaria sinistra

Generalmente la sindrome si risolve in maniera spontanea. Tuttavia, il 5-10% dei pazienti sviluppa complicanze gravi e l'1% è afflitto da complicanze letali. Le complicanze più importanti sono rappresentate dall'infiammazione cardiaca, principalmente dall'arterite coronarica. Le manifestazioni cardiache di solito incominciano intorno al decimo giorno quando la febbre, l'eruzione e gli altri sintomi acuti precoci cominciano a regredire. L'infiammazione delle arterie coronarie con dilatazione e formazione di aneurismi si verifica nel 5-20% dei casi e talvolta si associa a miocardite acuta con insufficienza cardiaca, aritmie e pericardite e, raramente, a tamponamento cardiaco, trombosi o infarto.

## Durata
La malattia può durare da 2 a 12 settimane di norma; in rari casi ha durata maggiore.

## Diagnosi
Per fare diagnosi di sindrome di Kawasaki devono essere soddisfatti almeno 5 dei 6 criteri seguenti:
- febbre (elevata, per più di 5 giorni e che recidiva dopo la sospensione dell'antipiretico)
- iperemia congiuntivale (bilaterale e senza essudazione)
- lesioni boccali (arrossamento, secchezza delle labbra, lingua a fragola)
- rash (polimorfo e pruriginoso)
- edema, eritema, solchi ungueali alle estremità
- linfoadenomegalia

## Esami di laboratorio
- leucocitosi neutrofila
- aumento di VES e PCR
- aumento di AST e ALT
- aumento del fibrinogeno
- possibili anomalie all'ECG
- piastrinosi dopo 10 giorni

La VES (velocità di eritrosedimentazione) è un indice infiammatorio di scarsa specificità, ma serve comunque a capire se l'organismo è in buona salute oppure no, è il primo campanellino d'allarme. Le principali cause di VES alta sono malattie infettive, autoimmuni, reumatologiche e tutto ciò che aumenta lo stato di infiammazione dell'organismo.
La proteina C-reattiva o PCR (CRP dall'inglese C Reactive Protein) è una proteina di fase acuta, e viene sintetizzata dal nostro organismo durante uno stato infiammatorio. Solitamente le cause di PCR alta sono infezioni batteriche e fungine, malattie reumatologiche, immuno-ematologiche e neoplastiche (tumorali).
Gli enzimi transaminasi ALT e AST sono particolarmente concentrati nel fegato e nel muscolo cardiaco. In clinica medica sono importanti perché un incremento del loro valore nel siero può accompagnarsi a necrosi delle cellule striate del miocardio con conseguente infarto. Insieme con altri marcatori di rischio cardiovascolare come la proteina C-reattiva (PCR) vengono usati per calcolare il rischio del paziente di sviluppare una malattia cardiovascolare.
Il fibrinogeno, o fattore I della coagulazione, è una glicoproteina plasmatica sintetizzata dal fegato con lo scopo di favorire l'emostasi (coagulazione del sangue). L'aumento nel sangue dei livelli di questa proteina è associato a un rialzo del rischio cardiovascolare. Più fibrinogeno in circolo significa infatti una maggiore tendenza del sangue a coagulare, e viceversa.

## Diagnosi differenziale
- scarlattina
- morbillo
- sindrome di Stevens-Johnson
- rickettsiosi
- shock settico
- leptospirosi
- artrite cronica giovanile
- avvelenamento da mercurio

## Prognosi
Segni prognostici negativi comprendono:
- sesso maschile
- età minore di 1 anno
- febbre per più di 10 giorni non trattata
- bassi livelli di albumina ed emoglobina
- segni clinici di interessamento cardiaco

## Terapia
Il trattamento consiste in un unico ciclo di immunoglobuline per via endovenosa e aspirina.
Se avviato durante la fase acuta della malattia, il trattamento riduce la frequenza delle lesioni alle arterie coronariche a meno del 5%. Alcuni pazienti che non rispondono alla terapia standard possono essere trattati alternativamente con Infliximab.

## Ricerche
Una ricerca scientifica condotta dal Dipartimento di Informatica Biomedica della Columbia University di New York ha individuato una correlazione statistica tra sindrome di Kawasaki e autismo, utilizzando tecniche di data mining applicate a un insieme eterogeneo di dati, tra cui cartelle cliniche elettroniche e articoli di PubMed e Wikipedia.